# Kelve Semedo
Kelve Semedo (Distrito de Água Grande, 9 de mayo de 2004) es un futbolista santotomense que juega en la demarcación de delantero para el Académico de Viseu F. C. de la Segunda División de Portugal.

## Selección nacional
El 22 de marzo de 2023 hizo su debut con la selección de fútbol de Santo Tomé y Príncipe en un encuentro de clasificación para la Copa Africana de Naciones de 2023 contra Sierra Leona que finalizó con un resultado de empate a dos tras los goles de Mustapha Bundu y Abu Komeh para Sierra Leona, y un doblete de Luís Leal para Santo Tomé y Príncipe.

## Clubes
| Club                     | País     | Año   | Partidos | Goles |
| ------------------------ | -------- | ----- | -------- | ----- |
| Académico de Viseu F. C. | Portugal | 2024- |          |       |